# Ляйссер, Фридрих Вильгельм фон
Фридрих Вильгельм фон Ляйссер (нем. Friedrich Wilhelm von Leysser или нем. Friedrich Wilhelm von Leyser, 7 марта 1731 — 10 октября 1815) — немецкий ботаник, миколог, натуралист (естествоиспытатель), первый президент Naturforschende Gesellschaft (Общества естествоиспытателей) в Галле.

## Биография
Фридрих Вильгельм фон Ляйссер родился в Магдебурге 7 марта 1731 года.
Ляйссер был первым президентом Naturforschende Gesellschaft (Общества естествоиспытателей) в Галле. Он был также членом Gesellschaft Naturforschender Freunde zu Berlin.
Ляйссер вёл оживлённую переписку с выдающимся шведским учёным Карлом Линнеем. Его переписка с Карлом Линнеем продолжалась со 2 марта 1757 года до 2 октября 1764 года.
Фридрих Вильгельм фон Ляйссер умер в городе Галле 10 октября 1815 года.

## Научная деятельность
Фридрих Вильгельм фон Ляйссер специализировался на Мохообразных, водорослях, семенных растениях и на микологии.

## Избранные научные работы
- Botanica in originali, seu, Herbarium vivum,…, Johann Hieronymus Kniphof, F. W. v. Leysser, Halle/Magdeburg, 1757—1767.
- Flora Halensis, exhibens plantas circa halam salicam crescentes secvndvm systema sexvale Linneanvm distribvtas, Halae Salicae: Taeubel, 1761.
- Mineralogische Tabellen, nach Richard Kirwans Mineralogie entworfen, nebst einem Anhange von Versteinerungen, Halle: Hemmerde, 1787.
- Verzeichnis der von ihm gesammelten Mineralien. Mit mineralogischen Bemerkungen. Halle, Hendel 1806.

## Почести
Род растений Leyssera L. семейства Астровые был назван в его честь.